# Tredozio
Tredozio (romanyol nyelven Tardozî) település Olaszországban, Emilia-Romagna régióban, Forlì-Cesena megyében. Lakosainak száma 1110 fő (2023. január 1.). Tredozio Marradi, Modigliana, Rocca San Casciano és Portico e San Benedetto községekkel határos.

## Népesség
A település lakossága az elmúlt években az alábbi módon változott:
| Lakosok száma | 1186 | 1165 | 1110 |
|               | 2017 | 2018 | 2023 |